# Zuglói Munkácsy Mihály Általános Iskola és Alapfokú Művészeti Iskola
Elhelyezkedése:
Az iskola Zugló észak - nyugati szélén, az Ungvár utca - Írottkő park (Körvasút) - Kacsóh P. út (M3-as) közti területen, a mai 74 - es troli végállomásánál épült.
Története:
Az intézmény 1970 őszén kezdte meg oktató -, nevelő munkáját, mint új, egy emeletes lakótelepi iskola (12 tanuló - és napközis csoporttal). 
Az úttörőcsapat Dózsa György nevét vette fel, annak emlékére, hogy az iskola a Dózsa György úti általános iskola megszűnésekor indult, annak jogutódjaként, s a tantestület döntő többsége is onnan került ide. Magukkal hozták emlékül az udvaron elhelyezett Kisdobos szobrot, László Péter alkotását, amely első öntvénye az eredeti szobornak, és szemlére a Dózsa György úti téren volt kiállítva. A szobor végleges öntvénye a Hadtörténeti Múzeum előterében található. Az iskola alapításának évében helyezte el a Kisdobos szobor talapzatába a rajok üzenetét a 2000. évre az akkori diákság.
1982-ben megépült a hat tantermes kisépület, így sikerült az 1 - 3. osztályt megfelelően elhelyezni, és áttérhetett az intézmény az egyműszakos tanításra.
1987-ben az intézmény „b” osztályaiban elindult a rajz tagozat, felmenő rendszerben.
1990. április 3-án iskolánk, fennállásának 20. évfordulójára, felvette a Munkácsy Mihály nevet. A névadónk bronzból készült portré domborművét - Nagy Kolos szobrászművész alkotását - az alsó zsibongóban helyezték el és avatták fel.
1994-ben nyílt meg a Munkácsy Iskolagaléria, Zuglói Alkotó Pedagógusok tárlatával.
1999-ben bevezetésre került a differenciált csoportos oktatás magyar, matematika, és angol tantárgyakból. Itt a diákok tudásszintjüknek, haladási tempójuknak megfelelően képezhetik magukat.
2001-ben a művészeti alapképzés szabadidő keretben való elindítása heti 22 órában. A legjobb iskolában készült rajzok a tanév során Zuglóban.” című kiállítás első megrendezése.
2003-2004 Az alapfokú művészetoktatás programjának kidolgozása, a művészeti iskola feltételeinek megteremtése.
2005. Megkezdi működését az alapfokú művészetoktatási intézmény, amely az általános iskola mellett délután működik, 8 tanuló csoportban 98 gyerekkel.
2006-ban önkormányzati beruházással intézményünk főépületét bővítették, megépült 4 új tanterem teljes felszereléssel, amelyek között korszerű rajzterem kialakítására is sor került.
2007-ben az intézmény megszerezte a „Kiválóra minősített művészetoktatási intézmény” címet.
2009-ben a Zuglói Önkormányzat újabb nagy beruházása révén átépítésre került az ebédlő, amely így 90 gyerek egyidejű étkezését tudja lebonyolítani. Az iskola sportudvarán az OLLÉ program keretében elkészült a műfüves focipálya, amely mind a tornaórákon, mind tömegsport keretében jól hasznosítható, ezen kívül az egyik fő bevételi forrása lett az iskolának.